# جوناتان نفتالي
جوناتان نفتالي (بالإسبانية: Jonatan Neftalí)‏ هو لاعب كرة قدم إسباني في مركز الدفاع، ولد في 26 أغسطس 1984 في لقنت في إسبانيا. لعب مع نادي أليكانتي ونادي بينيا ديبورتيفا ونادي ديبورتيفو الكالا ونادي فايله.

## وصلات خارجية
- جوناتان نفتالي على موقع قاعدة بيانات كرة القدم.إي يو (الإنجليزية)
- جوناتان نفتالي على موقع Soccerway.com (الإنجليزية)